# Vinyl Confessions
Vinyl Confessions è l'ottavo album dei Kansas, pubblicato nel 1982 da Epic Records in formato LP e MC.

## Descrizione
Fair Exchange descriveva "il mondo sotto il dominio dell'Anti-Cristo, mentre "Chasing Shadows" sottolineava la frustrazione nel cercare qualcosa al di fuori della verità biblica. "Diamonds and Pearls" enfatizzava il valore della ricchezza spirituale rispetto a quella finanziaria, mentre "Face It ", "Windows" e "Borderline" avevano tutti un forte richiamo evangelistico per l'ascoltatore. La chiusura dell'album, "Crossfire", rendeva abbondantemente chiara la posizione dell'album nel suo riferimento indiretto a Gesù Cristo ("colui che è risorto").
Vinyl Confessions non è passato inosservato alla nascente industria della musica cristiana contemporanea (CCM), che stava appena emergendo in quel momento. Numerose riviste cristiane hanno strombazzato la nuova direzione musicale dei Kansas,  e CCM Magazine ha persino scelto Vinyl Confessions come album numero 1 di CCM del 1982. Tutta questa attenzione ha creato un pubblico di ascoltatori completamente nuovo per il Kansas, ma ha anche creato ulteriori tensioni all'interno della band. Quelle tensioni arrivarono al culmine durante la registrazione del loro prossimo album, Drastic Measures.
Vinyl Confessions è stato anche l'ultimo album con il violinista/cantante Robby Steinhardt, che ha lasciato la band dopo il tour di supporto e non è tornato fino al 1997.

## Tracce
1. "Play the Game Tonight" (Ehart, Danny Flower, Rob Frazier, Livgren, Williams) – 3:26
2. "Right Away" (Dino Elefante, John Elefante) – 4:06
3. "Fair Exchange" (Livgren) – 5:01
4. "Chasing Shadows" (D. Elefante, J. Elefante) – 3:20
5. "Diamonds and Pearls" (Livgren) – 4:50
6. "Face It" (D. Elefante, J. Elefante) – 4:17
7. "Windows" (Livgren) – 3:32
8. "Borderline" (Livgren) – 4:00
9. "Play On" (J. Elefante, Livgren) – 3:32
10. "Crossfire" (Livgren) – 6:35

## Formazione
- Phil Ehart - batteria
- John Elefante - tastiera, voce
- Dave Hope - basso
- Kerry Livgren - chitarra, tastiera
- Robby Steinhardt - violino, voce
- Rich Williams - chitarra

## Esterni
- Bill Bergman - Sassofono
- John Berry, Jr. - Tromba
- Jim Coile - Sassofono
- Ben Dahlke - Basso
- Beverly Dahlke-Smith - Sassofono
- Warren Ham - Armonica
- David Pack - Voce, Cori
- Greg Smith - Sassofono
- Anne Steinhardt - Violino, Voce
- Roger Taylor, batterista dei britannici Queen, coro in "Right Away", "Diamonds & Pearls", "Play The Game Tonight"
- Lee Thornburg - Tromba, Sassofono
- Donna Williams - Voce, Cori

## Charts
Album - Billboard (Nord America)
| Anno | Classifica | Posizione |
| ---- | ---------- | --------- |
| 1982 | Pop Albums | 16        |

Singoli - Billboard (Nord America)
| Anno | Singolo                 | Classifica      | Posizione |
| ---- | ----------------------- | --------------- | --------- |
| 1982 | "Play The Game Tonight" | Mainstream Rock | 4         |
| 1982 | "Play The Game Tonight" | Pop Singles     | 17        |
| 1982 | "Right Away"            | Mainstream Rock | 33        |
| 1982 | "Right Away"            | Pop Singles     | 73        |
| 1982 | "Chasing Shadows"       | Mainstream Rock | 54        |